# Ejército Portugués

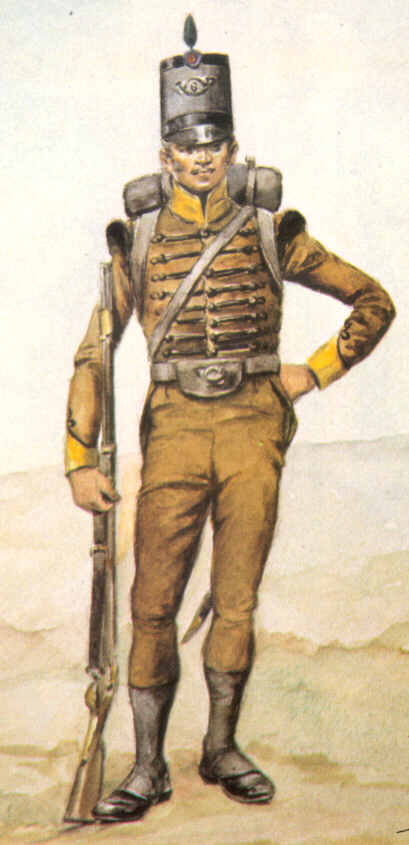
Soldado de los famosos Cazadores infantería ligera de élite en la Guerra Peninsular.

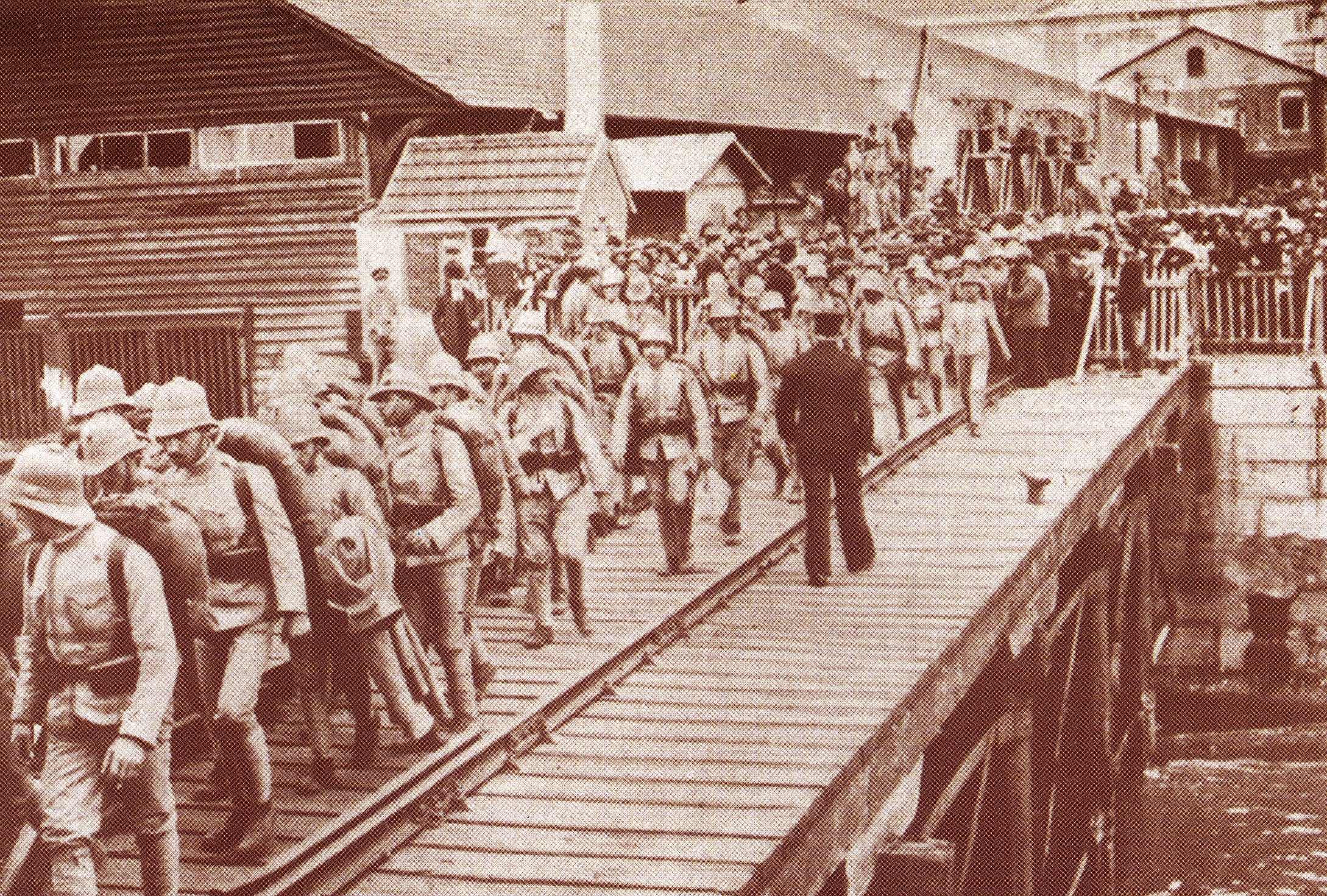
Tropas del Ejército Portugués en dirección a Angola, durante la Primera Guerra Mundial.

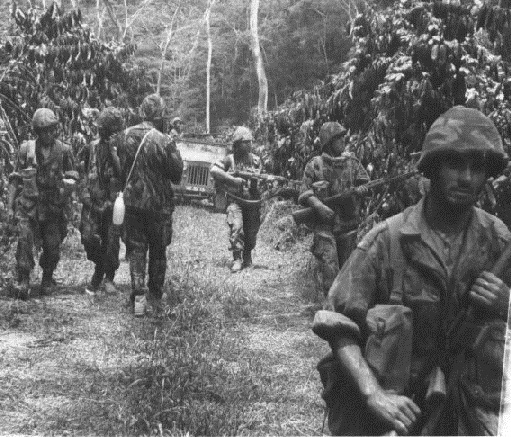
Tropas del ejército Portugués en la selva, durante 1960 y 1970, en las guerras coloniales en África. (ver: Guerra colonial portuguesa.

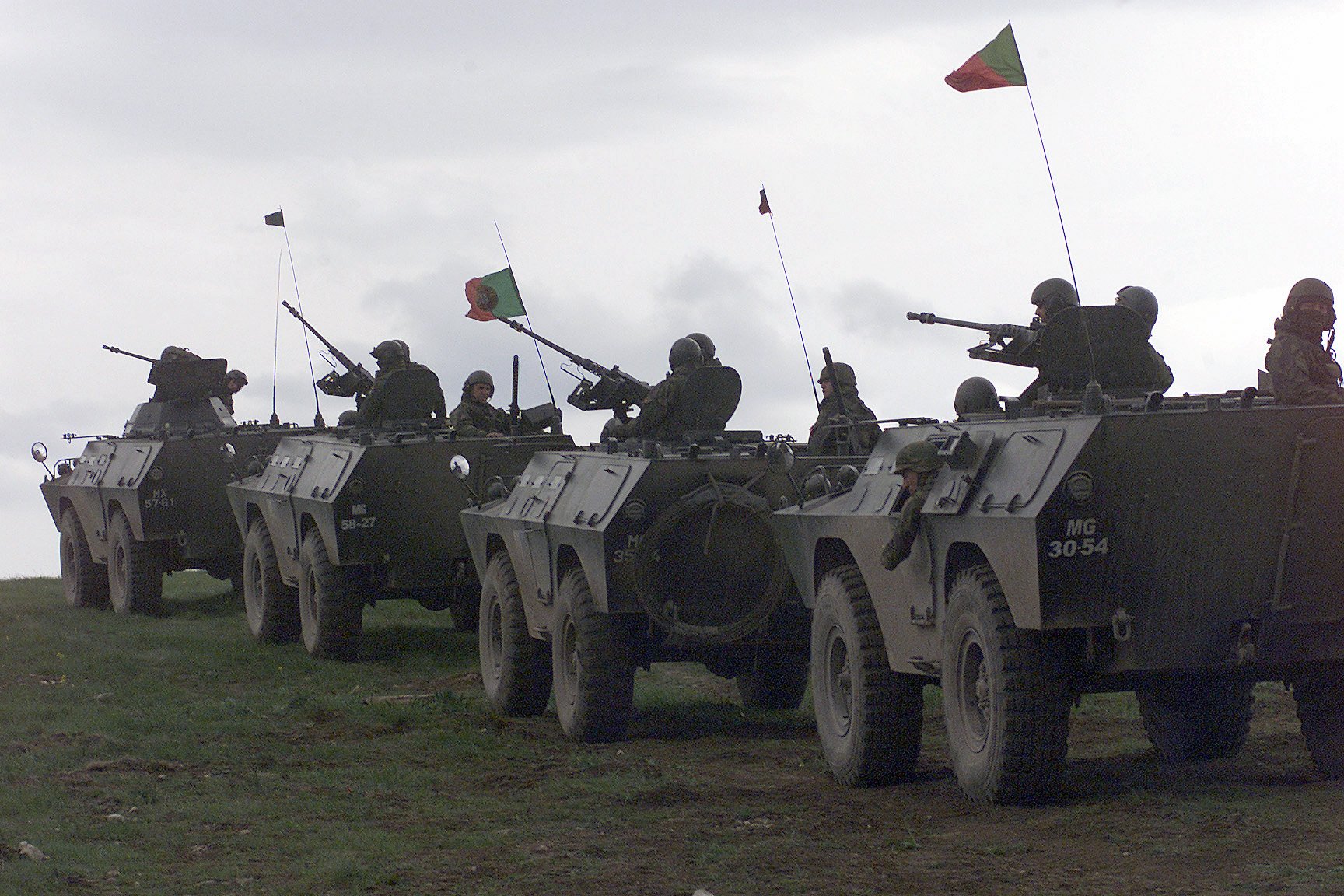
Vehículos blindados del Ejército Portugués en Bosnia.

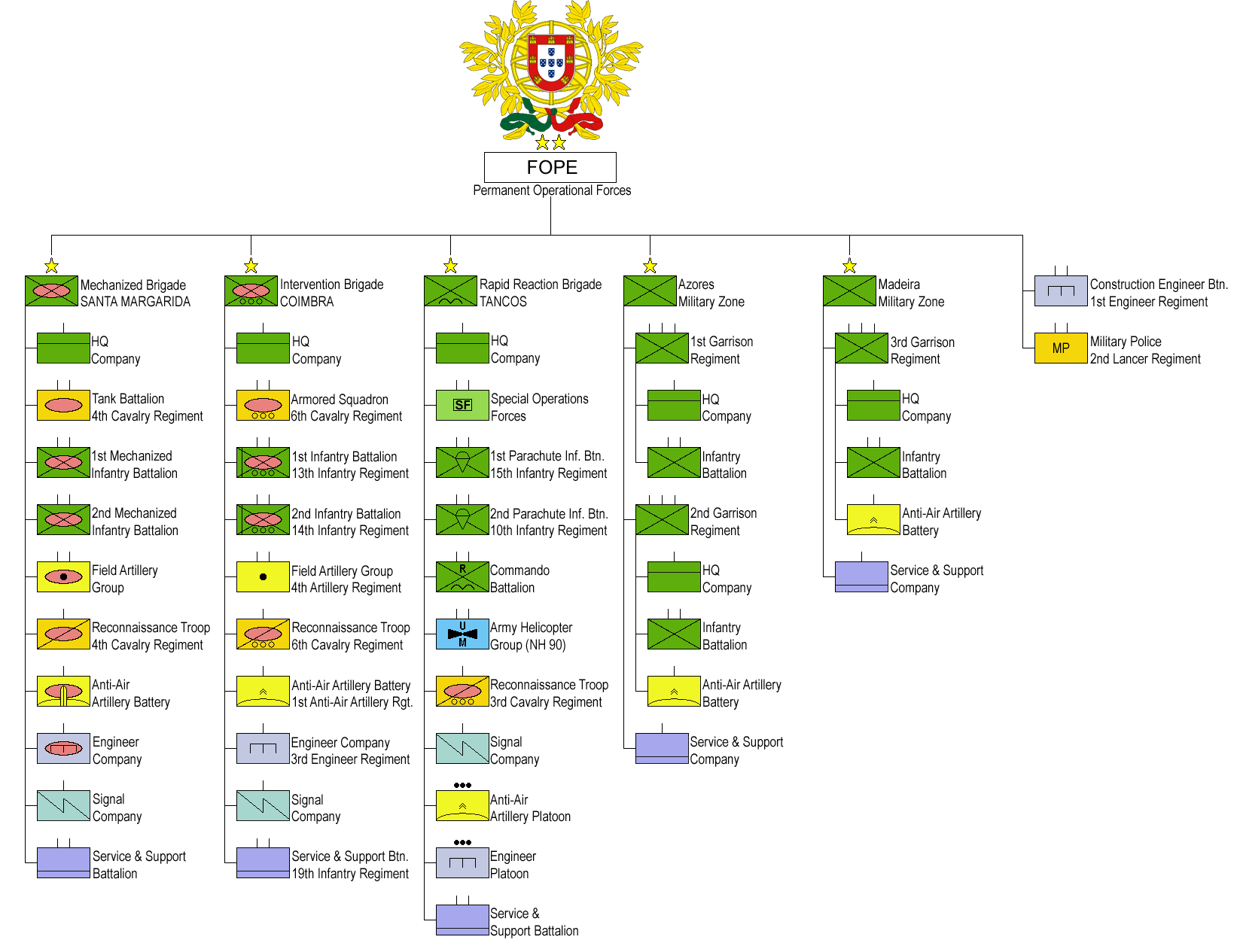
Estructura Operacional del Ejército Portugués.

El Ejército Portugués (Portugués: Exército Português) es la rama terrestre de las Fuerzas Armadas Portuguesas que, en cooperación con otras ramas, se encarga de la defensa de Portugal. Es uno de los ejércitos más antiguos del mundo, creado en el siglo XII.[cita requerida]

## Historia
La historia del ejército portugués está directamente relacionada con la historia de Portugal.

### Defensa nacional
Las fuerzas terrestres lucharon por la independencia portuguesa contra los leoneses y los moros en el siglo XII, contra los invasores castellanos en el siglo XIV, contra los Habsburgo españoles en el siglo XVII, y contra los franceses en la Guerra Peninsular en el siglo XIX.
Durante y después de la Guerra Peninsular, el ejército portugués recibió una modernización en su entrenamiento, derivada de la necesidad manifiesta que vieron los oficiales tras la catastrófica respuesta a la invasión francesa de 1808. El entrenamiento lo recibieron de los británicos (bajo la dirección del teniente general William Carr Beresford). Su infantería y artillería continuaron funcionando de manera adecuada hasta la capitulación francesa definitiva en 1814.

### Campañas exteriores
Desde el siglo XV, las fuerzas terrestres también han participado en el exterior de Portugal y en campañas de ultramar en África, Asia, Las Américas, Oceanía, y Europa. En siglo XX, el ejército portugués participó en la Primera Guerra Mundial junto a los aliados en los frentes de Europa occidental y África.

### Guerra Colonial
El ejército participó en la guerra colonial desde 1961 hasta 1974, en Angola, Goa, Mozambique, Guinea Portuguesa y Cabo Verde. En las otras posesiones de ultramar, Timor Oriental y Santo Tomé y Príncipe, hubo una presencia militar, pero no existían tantas organizaciones guerrilleras. En 1961, el aislado y relativamente pequeño ejército portugués sufrió una derrota en contra de un gran ejército de la India en la colonia de la India portuguesa, que posteriormente se perdió a manos de la Unión India en la invasión misma. Las campañas de contrainsurgencia en África había diversos grados de éxito que van desde la casi victoria en Angola a la guerra total y convencionales en Guinea Portuguesa. Esta guerra terminó después de la Revolución de los Claveles de abril de 1974 en Lisboa, que conllevó a la posterior independencia de las colonias.

### Europa/MiembroOTAN
Después de la independencia de las colonias y la normalización de los asuntos políticos tras la caída de la dictadura, el ejército portugués regresó a los cuarteles y empezó el proceso de cambio de una metrópoli con territorios coloniales de gran tamaño y la lucha contra los ejércitos de la insurgencia a un ejército europeo convencional, lo que incluía la drástica reducción de personal que llevó incluso a la disolución de algunas unidades, la adquisición de nuevas armas y equipos, la reorganización de las unidades y sus funciones, presentando una nueva sede y convirtiéndose en plenamente profesionales. No tardó mucho tiempo y los objetivos definidos y las funciones de alguna manera han cambiado debido a causas externas, como el final de la Guerra Fría, así como las causas internas que son el presupuesto disponible, los cambios políticos y la aceptación y deseos del pueblo portugués en cuanto a sus fuerzas armadas.

### Misiones ensigloXXI
En el siglo XXI, el Ejército Portugués ha participado en numerosas misiones, incluyendo en Bosnia y Herzegovina, Kosovo y Timor Oriental. En diciembre de 2005, un comando portugués murió en un incidente en Afganistán cuando se detonó una bomba trampa. Actualmente participa en misiones en Irak, Afganistán, Malí, República Centroafricana, Kosovo, Somalia, Colombia y Rumania.

## Orden de Batalla

### Estructura central
El ejército portugués está dirigido por el Jefe de Personal e incluye:
1. Estado Mayor del Ejército;
2. Comandos operativos:
  - Mando de Instrucción y Doctrina,
  - Mando Logístico,
  - Mando de Personal;
  - Mando de Operaciones;
3. Fuerzas Operacionales y Zonas Militares:
  - Brigada de Intervención Inmediata
  - Brigada Mecanizada
  - Brigada de Intervención
  - Zona Militar de Azores,
  - Zona Militar de Madeira,
4. Academias y Escuelas Militares:
  - Academia Militar,
  - Escuela de Armas en Mafra,
  - Escuela de Sargentos del Ejército,
  - Escuela del Servicio Médico Militar

### Unidades base
Las Unidades Base Estructurales del Ejército Portugués funcionan como bases administrativas responsables de la formación y organización de las unidades operativas de las formaciones del ejército, zonas militares y las fuerzas de apoyo general. Por razones históricas la mayoría de las unidades básicas se llaman regimientos y se asocian con un brazo de servicio. Por rama de servicios, estas unidades son:
1. Caballería:
  - 2.º Regimiento de Lanceros (Unidad de Policía Militar) en Lisboa,
  - 3.er Regimiento de Caballería en Estremoz,
  - 6.º Regimiento de Caballería en Braga
2. Artillería:
  - 1.er Regimiento de Artillería Antiaérea at Queluz,
  - 4.º Regimiento de Artillería en Leiría,
  - 5.º Regimiento de Artillería en Vendas Novas
3. Infantería:
  - 1.er Regimiento de Infantería en Tavira,
  - 3.er Regimiento de infantería en Beja,
  - 10.º Regimiento de Infantería en Aveiro.
  - 13.º Regimiento de Infantería en Vila Real,
  - 14.º Regimiento de Infantería en Viseu,
  - 15.º Regimiento de Infantería en Tomar,
  - 19.º Regimiento de Infantería en Chaves
4. Fuerzas Especiales
  - Centro de Tropas de Operaciones Especiales at Lamego,
  - Centro de Tropas de Comandos en Carregueira,
  - Regimiento de Paracaidistas en Tancos,
5. Ingenieros:
  - 1.er Regimiento de Ingenieros en Tancos,
  - 3.er Regimiento de Ingenieros en Espinho
6. Communications:
  - Regimiento de Transmisiones at Oporto
7. Servicios Logísticos:
  - Regimiento de transporte en Lisboa,
  - Regimiento en Mantenimiento en Entroncamento,
  - Unidad de Apoyo de Material General del Ejército en Benavente,
  - Centro de información geoespacial del ejército en Lisboa,
  - Laboratorio Militar de Productos Químicos y Farmacéuticos en Lisboa
8. Escuelas de formación:
  - Escuela de Armas en Mafra,
  - Escuela de Sargentos del Ejército, en Caldas da Rainha,
  - Escuela Práctica de Servicios, en Póvoa de Varzim
9. Mixto:
  - 1.ª Regimiento de Guarnición en Angra do Heroísmo,
  - 2.º Regimiento de Guarnición en Ponta Delgada,
  - 3.er Regimiento de Guarnición at Funchal,
  - Centro de Inteligencia y Seguridad Militar en Amadora,
  - Regimiento de apoyo militar de emergencia en Abrantes,
  - Prisión militar en Tomar
10. Servicios de salud:
  - Centro de salud Militar en Coímbra,
  - Centro de Salud Militar en Tancos / Santa Margarida,
  - Unidad de Laboratorio Militar de Defensa Biológica y Química,
  - Unidad de Medicina Veterinaria Militar en Lisboa,
  - Centro de Psicología Aplicada del Ejército en Queluz,
  - Escuela del Servicio de Salud Militar en Lisboa

## Grados
Oficiales
- Marechal (Mariscal) [Honorífico]
- General

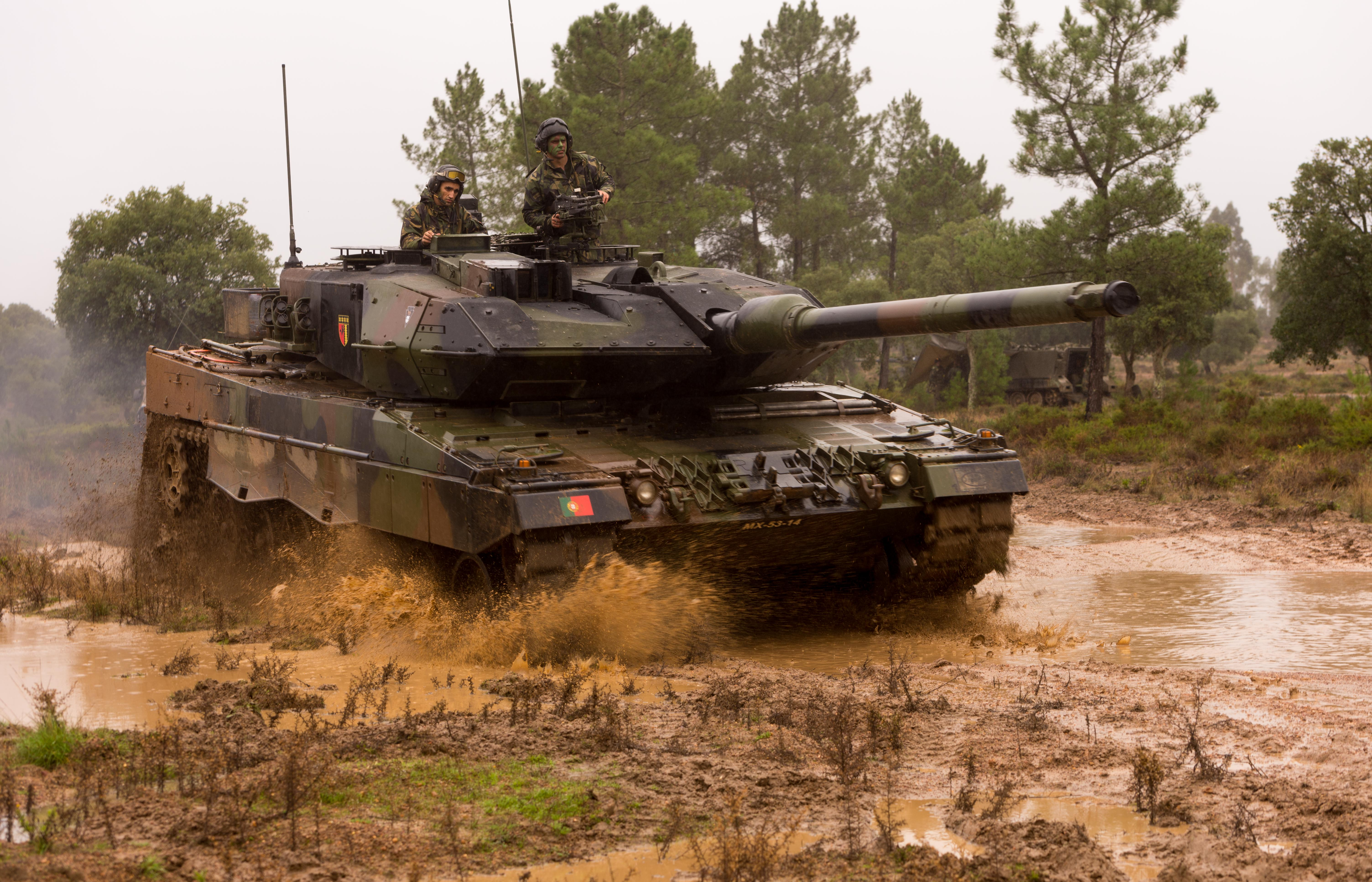
Leopard 2 A6 Portugués

- Tenente-General (Teniente General)
- Major-General (Mayor General)
- Brigadeiro-General (Brigadier General)
- Coronel (Coronel)
- Tenente-Coronel (Teniente coronel)
- Major (Mayor)
- Capitão (Capitán)
- Tenente (Teniente)
- Alferes (Subteniente)
- Cadete
- Soldado Cadete (Estudiante a oficial)Pandur II Portugués

Suboficiales
- Sargento-Mor (Sargento mayor)
- Sargento-Chefe (Sargento primero)

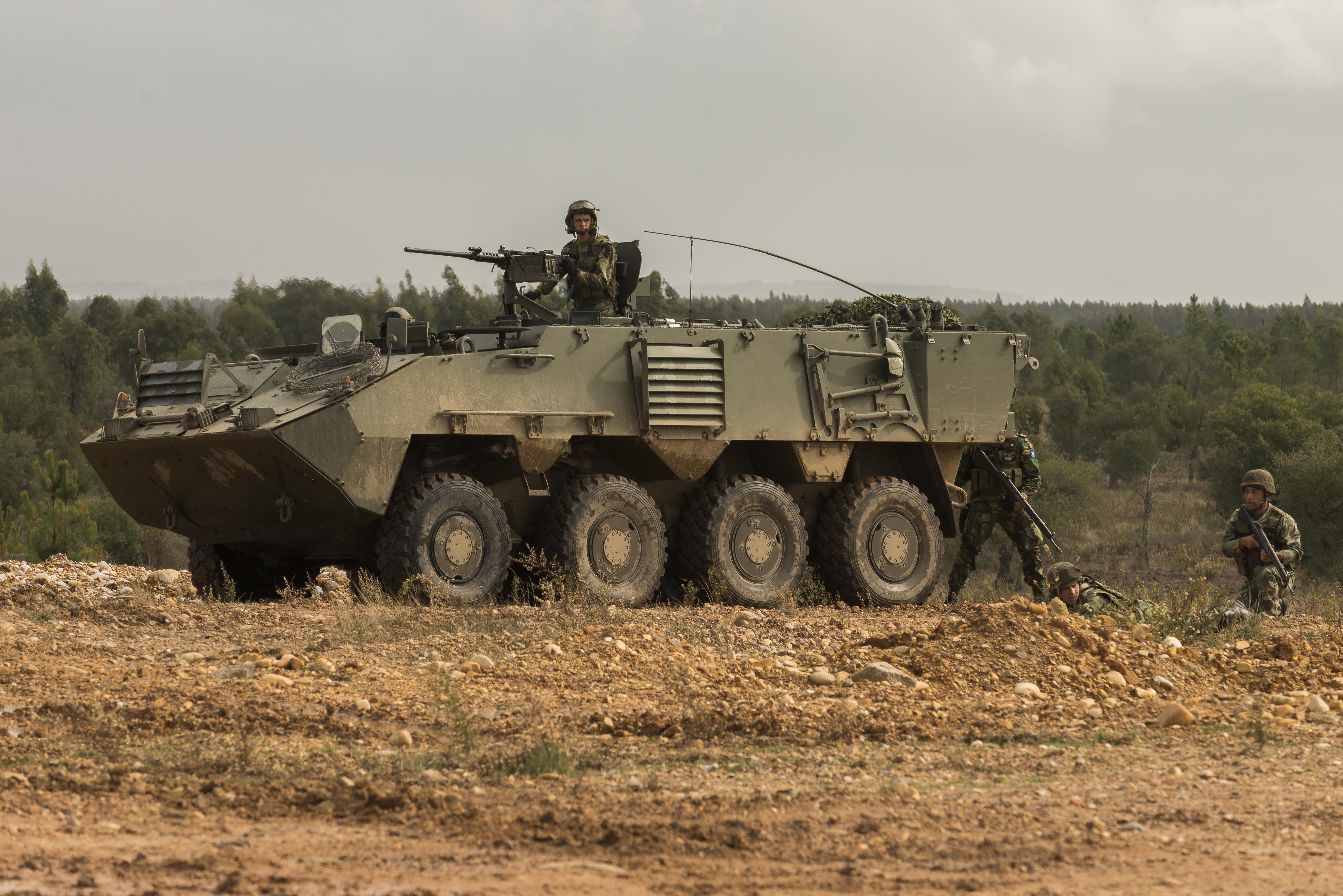
Pandur II Portugués

- Sargento-Ajudante (Sargento viceprimero)
- 1.º sargento (equivalente a sargento 2.º)
- 2.º sargento (equivalente a cabo primero)
- Furriel (equvalente a cabo segundo)
- 2.º Furriel
- Soldado instruendo

### Empleos de Oficiales
En la tabla se muestran los distintivos de:
- Oficiales generales (OF-10 - OF-6)
- Oficiales subalternos (OF-5 - OF-3)
- Capitanes y oficiales subalternos (OF-2 - OF-1)

| Código OTAN                                                                  | OF-10     | OF-9    | OF-8             | OF-7          | OF-6               | OF-5    | OF-4             | OF-3       | OF-2    | OF-1     | OF-1                 | OF-D                | OF-D                |
| ---------------------------------------------------------------------------- | --------- | ------- | ---------------- | ------------- | ------------------ | ------- | ---------------- | ---------- | ------- | -------- | -------------------- | ------------------- | ------------------- |
| Portugal                                                                     | Mariscal  | General | Teniente General | Mayor General | General de Brigada | Coronel | Teniente coronel | Comandante | Capitán | Teniente | Alférez              | Aspirante a oficial | Aspirante a oficial |
| Portugal                                                                     | Marechal1 | General | Tenente General  | Major General | Brigadeiro-general | Coronel | Tenente Coronel  | Comandante | Capitão | Tenente  | Alferes / Subtenente | Aspirante           | Aspirante           |
| 1 Título únicamente honorífico hoy en día (su rango es igual al de General). |           |         |                  |               |                    |         |                  |            |         |          |                      |                     |                     |

### Empleos de Suboficiales y tropas
En la tabla se muestran los distintivos de:
- Sargentos [Suboficiales] (OR-9 - OR-5)
- Placas [Tropa] (OR-4 - OR-1)

| Código OTAN  | OR-9         | OR-9         | OR-9           | OR-8           | OR-8           | OR-8              | OR-7              | OR-7              | OR-7         | OR-6         | OR-6         | OR-6         | OR-5         | OR-5    | OR-5    | OR-5        | OR-5        | OR-5         | OR-4         | OR-4         | OR-4     | OR-3     | OR-3     | OR-3     | OR-2     | OR-2     | OR-2    | OR-1    | OR-1    | OR-1 |
| ------------ | ------------ | ------------ | -------------- | -------------- | -------------- | ----------------- | ----------------- | ----------------- | ------------ | ------------ | ------------ | ------------ | ------------ | ------- | ------- | ----------- | ----------- | ------------ | ------------ | ------------ | -------- | -------- | -------- | -------- | -------- | -------- | ------- | ------- | ------- | ---- |
| Portugal     |              |              |                |                |                |                   |                   |                   |              |              |              |              |              |         |         |             |             |              |              |              |          |          |          |          |          |          |         |         |         |      |
| Sargento-Mor | Sargento-Mor | Sargento-Mor | Sargento-Chefe | Sargento-Chefe | Sargento-Chefe | Sargento-Ajudante | Sargento-Ajudante | Sargento-Ajudante | 1.º sargento | 1.º sargento | 1.º sargento | 2.º sargento | 2.º sargento | Furriel | Furriel | 2.º Furriel | 2.º Furriel | Cabo adjunto | Cabo adjunto | Cabo adjunto | 1.º cabo | 1.º cabo | 1.º cabo | 2.º cabo | 2.º cabo | 2.º cabo | Soldado | Soldado | Soldado |      |

## Equipamiento
El Ejército portugués está equipado con armas de fuego ligeras, armas de fuego pesadas, morteros, tanques, artillería, artillería antiaérea, vehículos tácticos, vehículos pesados, vehículos blindados, helicópteros, y otros equipos.

### Armas de fuego
| Arma                        | Munición                      | Origen         | Foto     |                                                                |
| Pistolas                    | Pistolas                      | Pistolas       | Pistolas | Pistolas                                                       |
| --------------------------- | ----------------------------- | -------------- | -------- | -------------------------------------------------------------- |
| Glock 17 Gen 5              | 9 x 19 Parabellum             | Austria        |          | Comprado en 2019.                                              |
| Heckler & Koch P30          | 9 x 19 Parabellum             | Alemania       |          | Usado solo por Fuerzas Especiales.                             |
| Subfusil                    |                               |                |          |                                                                |
| Heckler & Koch MP5K         | 9 x 19 Parabellum             | Alemania       |          | También usa las versiones A5, SD6 y KA4.                       |
| Fusiles y Carabinas         |                               |                |          |                                                                |
| FN SCAR L STD               | 5,56 x 45 OTAN                | Bélgica        |          | Comprado en 2019 para reemplazar Heckler & Koch G3A4.          |
| FN SCAR H STD               | 7,62 x 51 OTAN                | Bélgica        |          | Comprado en 2019 para reemplazar Heckler & Koch G3A4.          |
| Heckler & Koch HK416 A5     | 5,56 x 45 OTAN                | Alemania       |          | Usado solo por Fuerzas Especiales.                             |
| Heckler & Koch HK417 A2     | 7,62 x 51 OTAN                | Alemania       |          | Usado solo por Fuerzas Especiales.                             |
| Fusiles de francotirador    |                               |                |          |                                                                |
| FN SCAR H PR                | 7,62 x 51 OTAN                | Bélgica        |          | Comprado en 2019.                                              |
| Heckler & Koch G28          | 7,62 x 51 OTAN                | Alemania       |          | Usado solo por Fuerzas Especiales.                             |
| AI AWSF                     | 7,62 x 51 OTAN                | Reino Unido    |          |                                                                |
| Accuracy International AXMC | .338 Lapua Magnum             | Reino Unido    |          | Usado solo por Fuerzas Especiales.                             |
| Barrett M107                | 12,7 x 99 OTAN                | Estados Unidos |          | Usado solo por Fuerzas Especiales.                             |
| Ametralladoras              |                               |                |          |                                                                |
| Heckler & Koch MG4          | 5,56 x 45 OTAN                | Alemania       |          |                                                                |
| FN Minimi Mk3               | 5,56 x 45 OTAN 7,62 x 51 OTAN | Bélgica        |          | Comprado en 2019 para reemplazar HK21 y MG3.                   |
| FN MAG                      | 7,62 x 51 OTAN                | Bélgica        |          |                                                                |
| Browning M2HB               | 12,7 x 99 OTAN                | Estados Unidos |          |                                                                |
| Lanzagranadas               |                               |                |          |                                                                |
| Milkor MGL                  | 40 x 46mm LV                  | Sudáfrica      |          | Versión Mk1.                                                   |
| HK 269                      | 40 x 46mm LV                  | Alemania       |          | Usado solo por Fuerzas Especiales.                             |
| FN 40GL                     | 40 x 46mm LV                  | Bélgica        |          | Comprado en 2019. Se puede usar en FN SCAR o individualmente.  |
| LAG 40                      | 40 x 53mm HV                  | España         |          | Comprado en 1990.                                              |
| Mk 19                       | 40 x 53mm HV                  | Estados Unidos |          | Comprado en 1996.                                              |
| Heckler & Koch GMG          | 40 x 53mm HV                  | Alemania       |          | Comprado en 2018, también se puede usar en vehículos tácticos. |
| Armamento antitanque        |                               |                |          |                                                                |
| M72 LAW                     | Cohete de 66 mm               | Estados Unidos |          | +7000 unidades. Versión M72A3 y EC MK1.                        |
| Carl Gustav M3              | Proyectil de 84 mm            | Suecia         |          | 152 unidades, siendo modernizado.                              |
| MILAN                       | Misil de 115 mm               | Francia        |          | 55 Milan+ 744 Milan-2-T.                                       |
| TOW 2                       | Misil de 152 mm               | Estados Unidos |          | 50 unidades.                                                   |
| Morteros                    |                               |                |          |                                                                |
| Tampella B                  | Proyectil de 120 mm           | Finlandia      |          | Mortero Pesado, 56 unidades en servicio.                       |
| Mortero M30                 | Proyectil de 107 mm           | Estados Unidos |          | 30 unidades en servicio.                                       |
| L16 A2                      | Proyectil de 81mm             | Reino Unido    |          | Mortero Medio, 125 unidades en servicio.                       |
| FBP                         | Proyectil de 60 mm            | Portugal       |          | Mortero Super-Ligero, 718 unidades recibidas.                  |

### Artillería
| Arma                                   | Foto                                   | Calibre                                | Origen                                 | |
| Artillería de campaña y autopropulsada | Artillería de campaña y autopropulsada | Artillería de campaña y autopropulsada | Artillería de campaña y autopropulsada | Artillería de campaña y autopropulsada |
| -------------------------------------- | -------------------------------------- | -------------------------------------- | -------------------------------------- | --- |
| M109A5                                 |                                        | 155 mm                                 | Estados Unidos                         | 18 M190A5 en servicio, siendo modernizado. |
| M109A2                                 |                                        | 155 mm                                 | Estados Unidos                         | 6 M109A2 almacenados. |
| Obús M114A1                            |                                        | 155 mm                                 | Estados Unidos                         | 40 unidades recibidas. 24 unidades activas, usadas por el Regimiento de Artillería n.º 5. |
| Obús M101A1                            |                                        | 105 mm                                 | Estados Unidos                         | 45 unidades almacenadas. 9 donados a Ucrania. |
| Obús L118                              |                                        | 105 mm                                 | Reino Unido                            | 21 unidades, utilizadas por el Regimiento de Artillería n.º 4. El ejército portugués tiene la intención de agregue algunas mejoras a su L118 Light Gun. |
| Artillería antiaérea                   |                                        |                                        |                                        | |
| Thales RapidRanger                     |                                        |                                        | Francia                                | El Ejército firmó un contrato en octubre de 2024 para la adquisición de nuevos sistemas antiaéreos RapidRanger montados en tres vehículos blindados URO VAMTAC ST5, así como un radar terrestre Master 200 3D, misiles starstreak y LMM y dos terminales de armas. Cada lanzador está equipado con 4 lanzadores de misiles. |
| M48A2E1 Chaparral m/90                 |                                        |                                        | Estados Unidos                         | 34 en servicio (23 en la versión A2 y 11 en la versión A3). |
| FIM-92 Stinger                         |                                        |                                        | Estados Unidos                         | 40 unidades en servicio en la Brigada de Intervención desde 1994. |
| Double Reinmetall Rh-202 m/81          |                                        | 20 mm                                  | Estados Unidos                         | 30 en servicio desde 1981. |

### Blindados
| Nombre                                               | Origen                      | Cantidad                    | Foto                        | |
| Tanque de batalla principal                          | Tanque de batalla principal | Tanque de batalla principal | Tanque de batalla principal | Tanque de batalla principal |
| ---------------------------------------------------- | --------------------------- | --------------------------- | --------------------------- | --- |
| Leopard 2 A6                                         | Alemania                    | 34                          |                             | Además de los 37 tanques, también se adquirió 1 unidad para capacitar a nuevos conductores y 1 unidad para suministrar piezas. 3 donados a Ucrania. |
| Vehículos blindados de orugas                        |                             |                             |                             | |
| M113A1/A2                                            | Estados Unidos              | 210                         |                             | 255 M113A1/A2 APC. 45 donados a Ucrania. - 101 M113A2 recibidos en 1977 de los Estados Unidos - 104 M113A2 recibidos en 1993 de los Países Bajos - 50 M113A1 recibidos en 1994 de Alemania |
| M577 A2                                              | Estados Unidos              | 49                          |                             | 49 M577 A2 en servicio. 2 donados a Ucrania. - 46 en servicio como vehículos de comando - 3 como ambulancia |
| M901A1 ITV                                           | Estados Unidos              | 4                           |                             | En servicio desde 1993. |
| M113 BGM-71 TOW                                      | Estados Unidos              | 17                          |                             | Equipado con BGM-71 TOW. |
| M106/A2 Portamortero                                 | Estados Unidos              | 18                          |                             | 10 M106 y 8 M106A2. |
| M125A1/A2 Portamortero                               | Estados Unidos              | 15                          |                             | 3 M125 y 12 M125A2. |
| Vehículos blindados de ruedas                        |                             |                             |                             | |
| Pandur II                                            | Austria Portugal            | 188                         |                             | Múltiples versiones, producido en Portugal. - 105 Transporte de tropas (ICV) - 7 Transporte de tropas con torre remota (ICV RWS) - 30 vehículos de combate de infantería (IFV) - 5 vehículos de combate antitanque (ATGMV) - 16 vehículos de puesto de mando (CPV) - 7 Vehículos de recuperación y mantenimiento (RMV) - 8 vehículos de evacuación médica (SEM) - 6 vehículos de punto de estación de acceso de radio (RAPSV) - 4 vehículos de reconocimiento y vigilancia (RSV) |
| Commando V-150                                       | Estados Unidos              | 15                          |                             | 15 unidades adquiridas, en servicio en el Grupo de Reconocimiento, con base en el Regimiento de Caballería n.º 6. |
| Vehículos de movilidad de infantería                 |                             |                             |                             | |
| URO VAMTAC ST5 BN3                                   | España                      | 139                         |                             | Compró 139 unidades en octubre de 2018. - 107 Transporte de tropas - 12 Vehículos de operaciones especiales - 13 Ambulancias - 7 vehículos Puesto de mando |
| HMMWV M1025A2/M1151A2                                | Estados Unidos              | 41                          |                             | 24 en servicio desde 2000 y 15 en servicio desde 2009. |
| Panhard Ultrav M11                                   | Francia                     | 38                          |                             | Designación: Auto blindado ligeiro de combate 4x4 m/89-91. |
| Vehículos de ingeniería, recuperación y lanzapuentes |                             |                             |                             | |
| Leopard 2 Driver Training Tank                       | Alemania                    | 1                           |                             | Adquirido en 2008 de los Países Bajos. |
| M60 Lanza Puentes                                    | Estados Unidos              | 4                           |                             | Blindado lanzapuentes. |
| M88 Armored Recovery Vehicle                         | Estados Unidos              | 8                           |                             | Blindado de recuperación. |
| M578                                                 | Estados Unidos              | 29                          |                             | Blindado de recuperación. |

### Vehículos ligeros y medios
- 4X4 HMMWV M1097A2
- 4x4 Toyota Land Cruiser HZJ73 m/98
- 4x4 Land Rover Defender 90/110 TDI
- 4x4 Mitsubishi L200
- 4x4 Toyota Hilux GUN125L-DNFSHW 2.4 D4
- 4x4 Mercedes-Benz Unimog 1750L
- 4x4 Mercedes-Benz 1217 A
- 4x4 DAF Trucks YA 4440 D
- 4x4 Iveco 40.10 WM
- 4x4 Iveco 90.17 WM
- 4x4 Renault Kerax
- 4x4 MAN 10.224
- Polaris Sportsman MV850
- Polaris MRZR D2
- Polaris MRZR D4
- Q-150D

### Vehículos pesados
- Volvo D Truck
- Volvo FH12-380
- Volvo FMX
- DAF FTT Truck
- DAF CF85.510
- Iveco Stralis
- Mercedes-Benz Actros
- 6x6 MAN KAT1 4520
- 6x6 M809, M49, M816 y M818

### Vehículos aéreos no tripulados (UAVs)
- AeroVironment RQ-11 Raven
- Beechcraft MQM-107 Streaker
- Parrot ANAFI
- MyFlyDream Nimbus Tricopter 1800
- DJI Mavic PRO
- DJI Matrice 300 RTK

### Otros
- EWK Faltschwimmbrücken (puente)
- Bailey (puente)
- Spir-ID (identificador de materiales radiactivos y nucleares).
- Telerob tEODor (Robot de eliminación de bombas).
- Advanced Bomb Suit.
- Jenoptik NYXUS Bird Long Range.
- Aimpoint CompM4
- Team Wendy (casco de combate)
- Opscore (casco de combate)
- CamelBak
- M18 camuflaje
- Battlefield Management System.
- AN/PSN-11 PLGR (Receptor GPS ligero de precisión)
- AN/PVS-5B (Gafas de noche)
- AN/MPQ-49B Radar.
- AN/PPS-5B Radar.
- Raytheon / Hughes AN/TPQ-36 Firefinder radar.
- LIVE FIRING MONITORING EQUIPMENT (LFME) para Leopard 2 A6.
- Cocinas militares (KARCHËR MFK 2, SERT CR 500L and PCM 300 )

- Antena AD-17 VHF
- Battlefield Management System[16]
- Sistema de comunicación ICC-201 y ICC-251
- FHZ THALES TRC4000E
- Radio de red de combate GRC-525